# Giriyanahalli, Turuvekere
Giriyanahalli là một làng thuộc tehsil Turuvekere, huyện Tumkur, bang Karnataka, Ấn Độ.